# 2021년 로마 G20 정상회의
2021년 로마 G20 정상회의(2021 G20 Rome summit)는 2021년 10월 30일부터 10월 31일까지 이탈리아의 수도 로마에서 개최된 16번째 G20 정상회의이다.

## 참여 정상

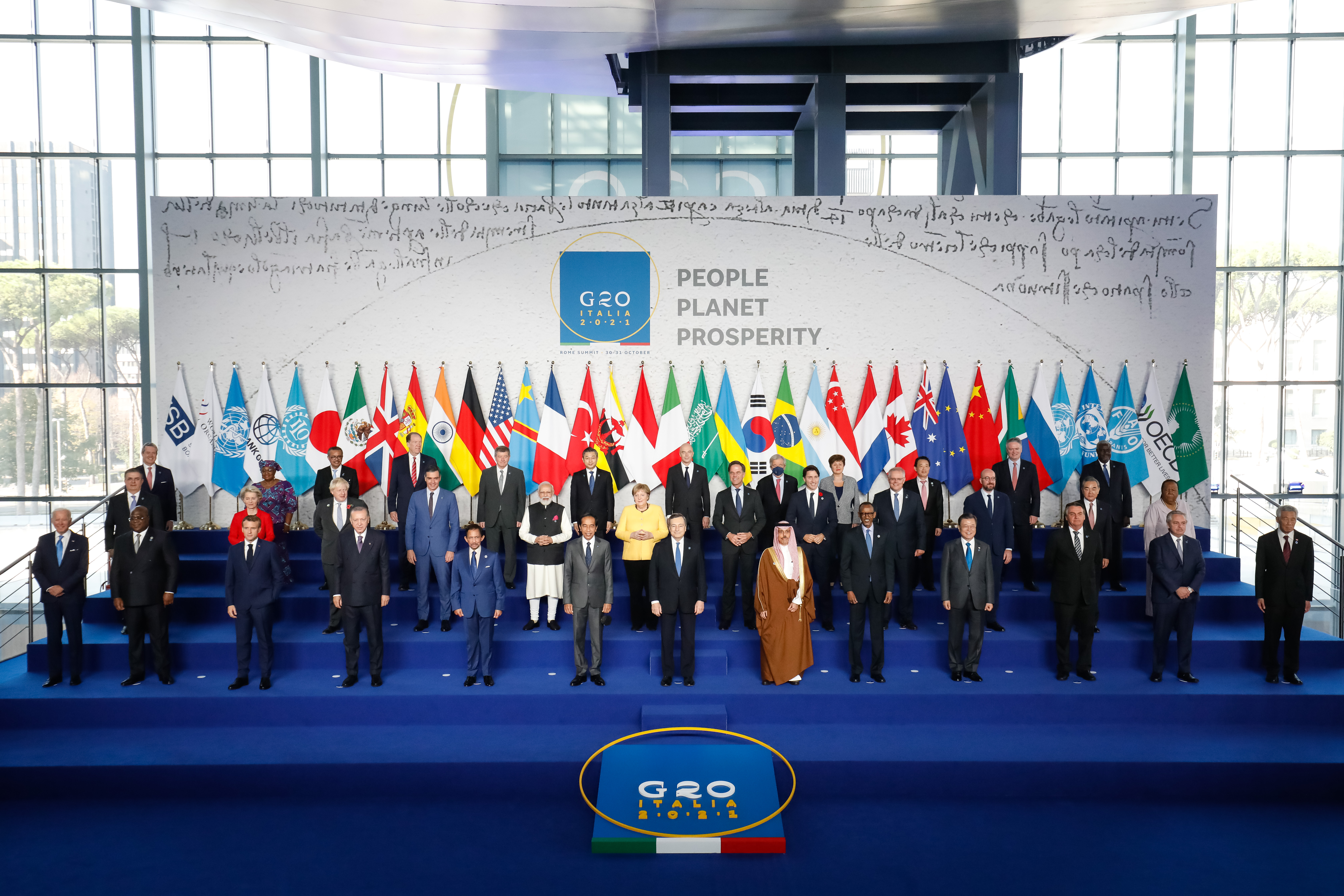
2021년 로마 G20 정상회의에 참석한 인사들의 단체 사진

G20 정상 회의에 불참한 정상 5인은 영상 링크로 정상 회의에 참여한 시진핑 중국 국가 주석, 블라디미르 푸틴 러시아 대통령, 해외 순방을 거의 하지 않아 외무장관 마르셀로 에브라르드를 대신 정상회의에 보낸 안드레스 마누엘 로페스 오브라도르 멕시코 대통령, 각국의 선거 일정 관계로 정상 회담에 불참한 기시다 후미오 일본 총리와 시릴 라마포사 남아프리카공화국 대통령이다.

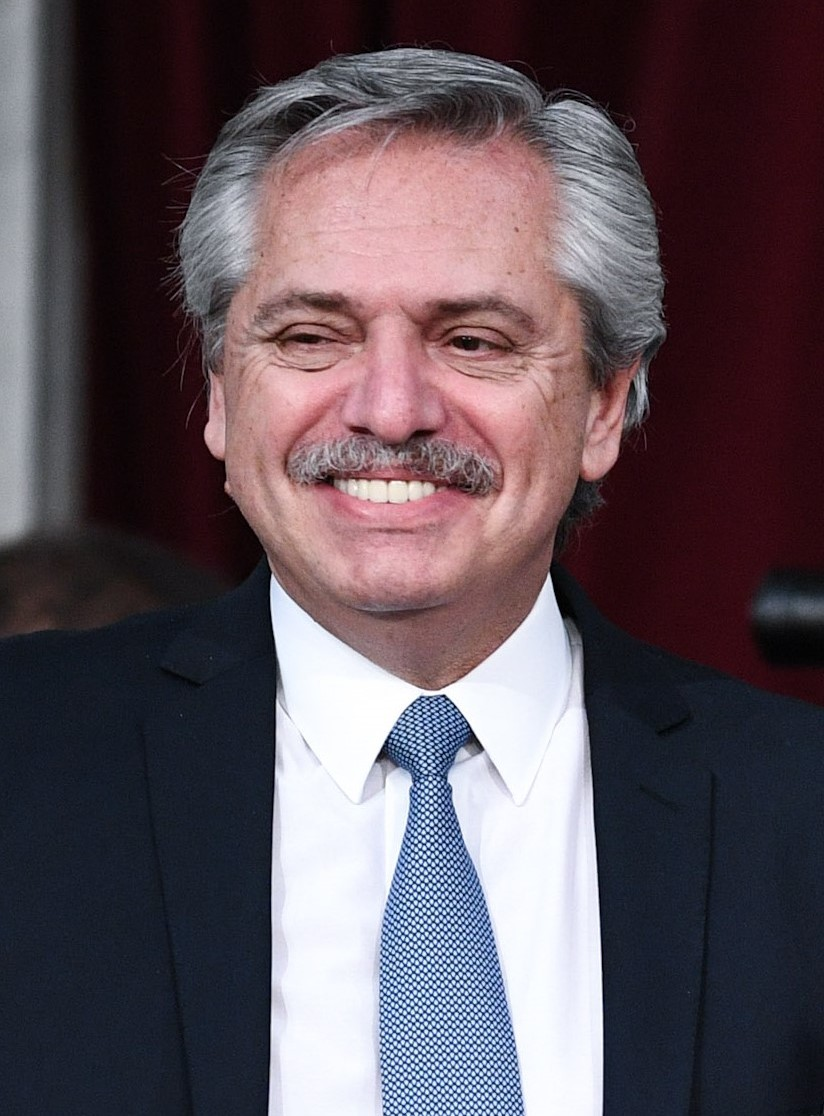
아르헨티나 알베르토 페르난데스, 대통령
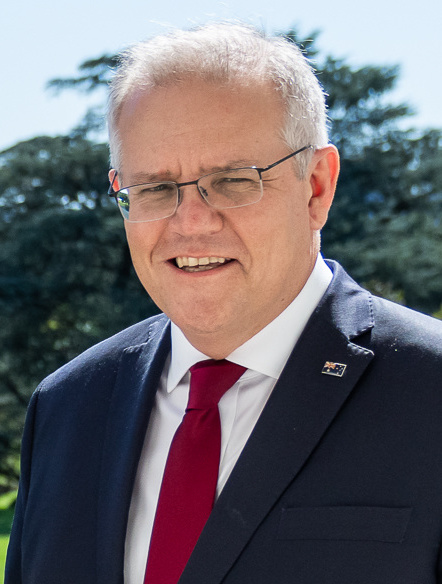
오스트레일리아 스콧 모리슨, 총리
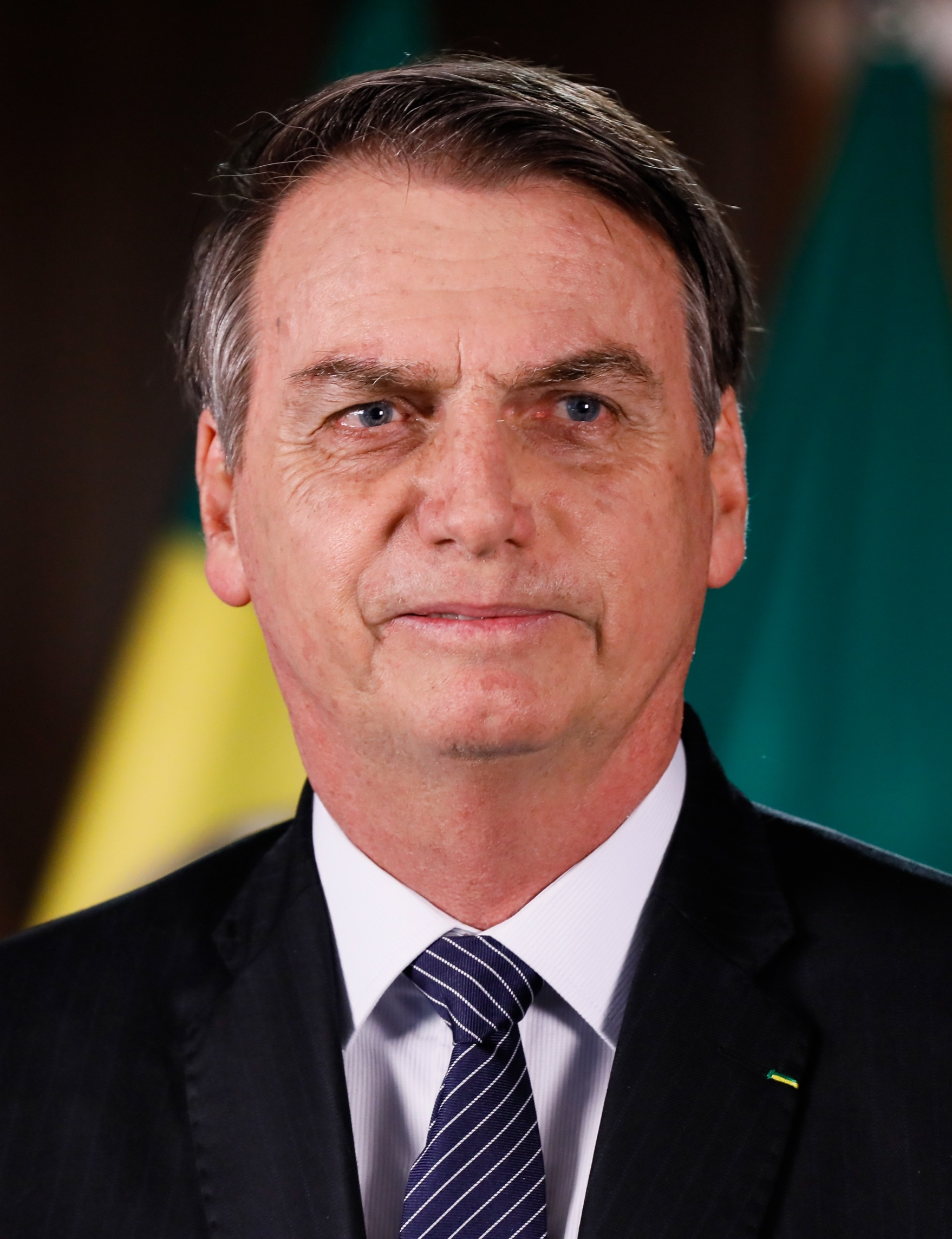
브라질 자이르 보우소나루, 대통령
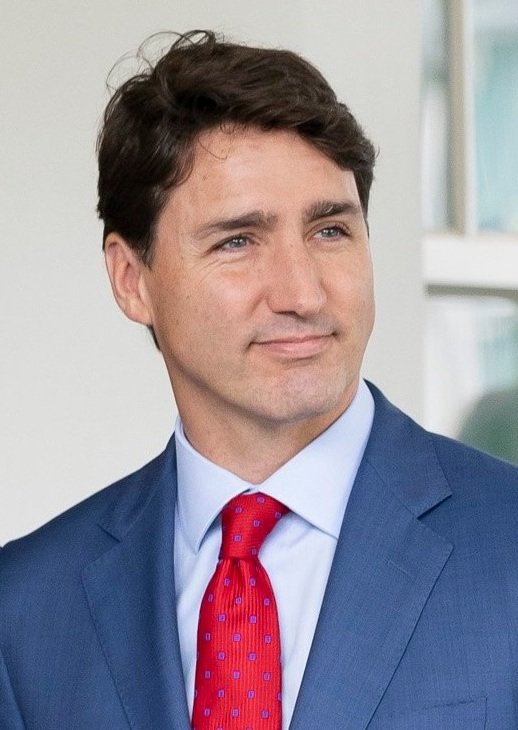
캐나다 캐나다 쥐스탱 트뤼도, 총리
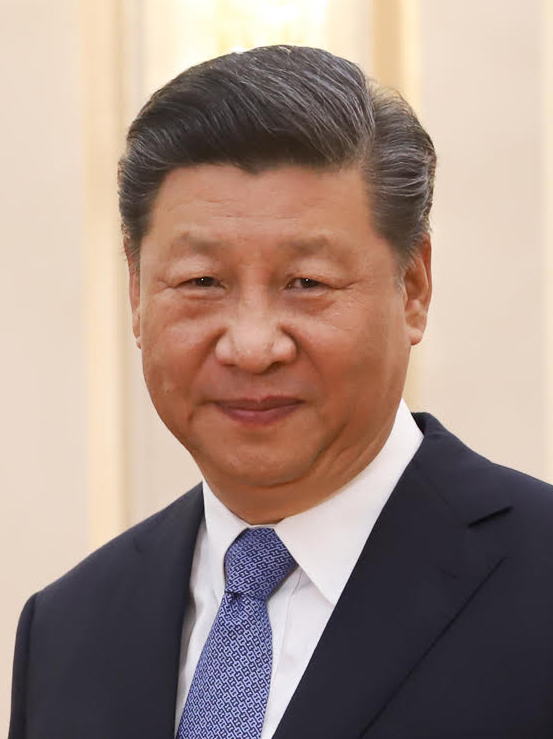
중국 시진핑, 주석
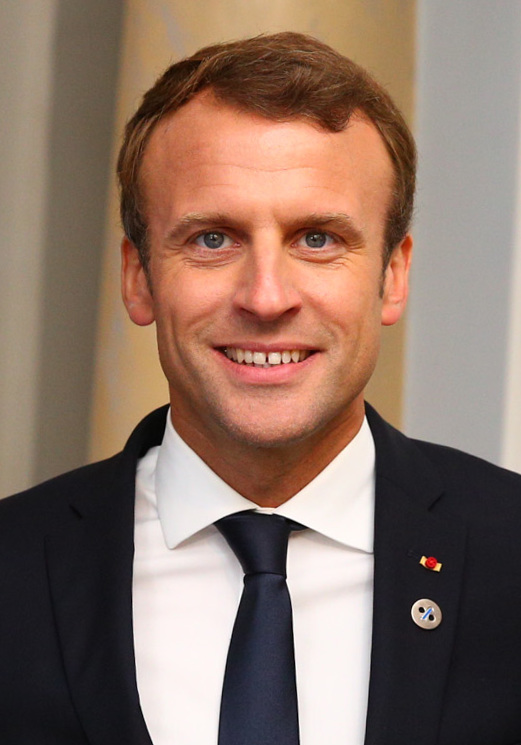
프랑스 에마뉘엘 마크롱, 대통령
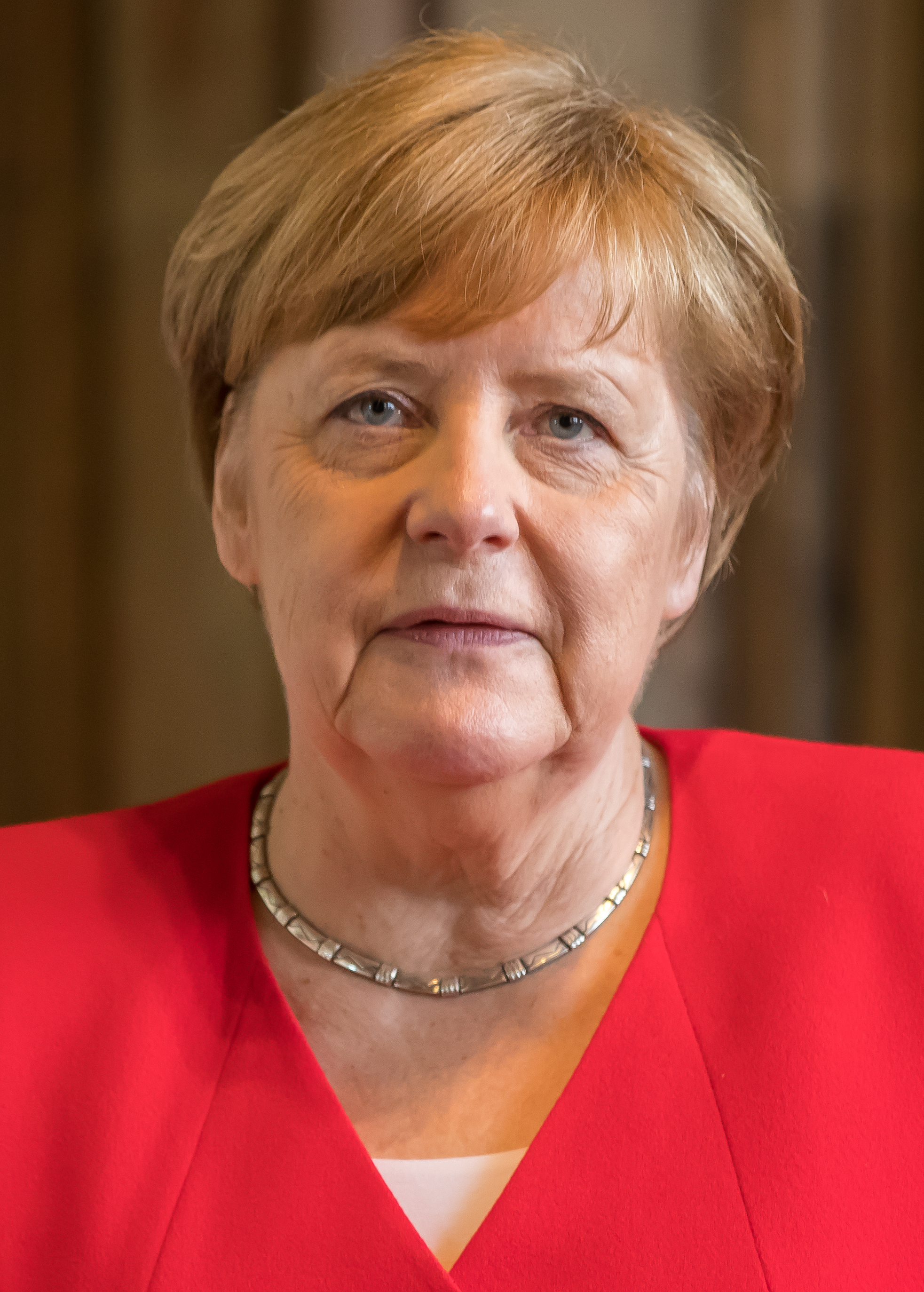
독일 앙겔라 메르켈, 총리
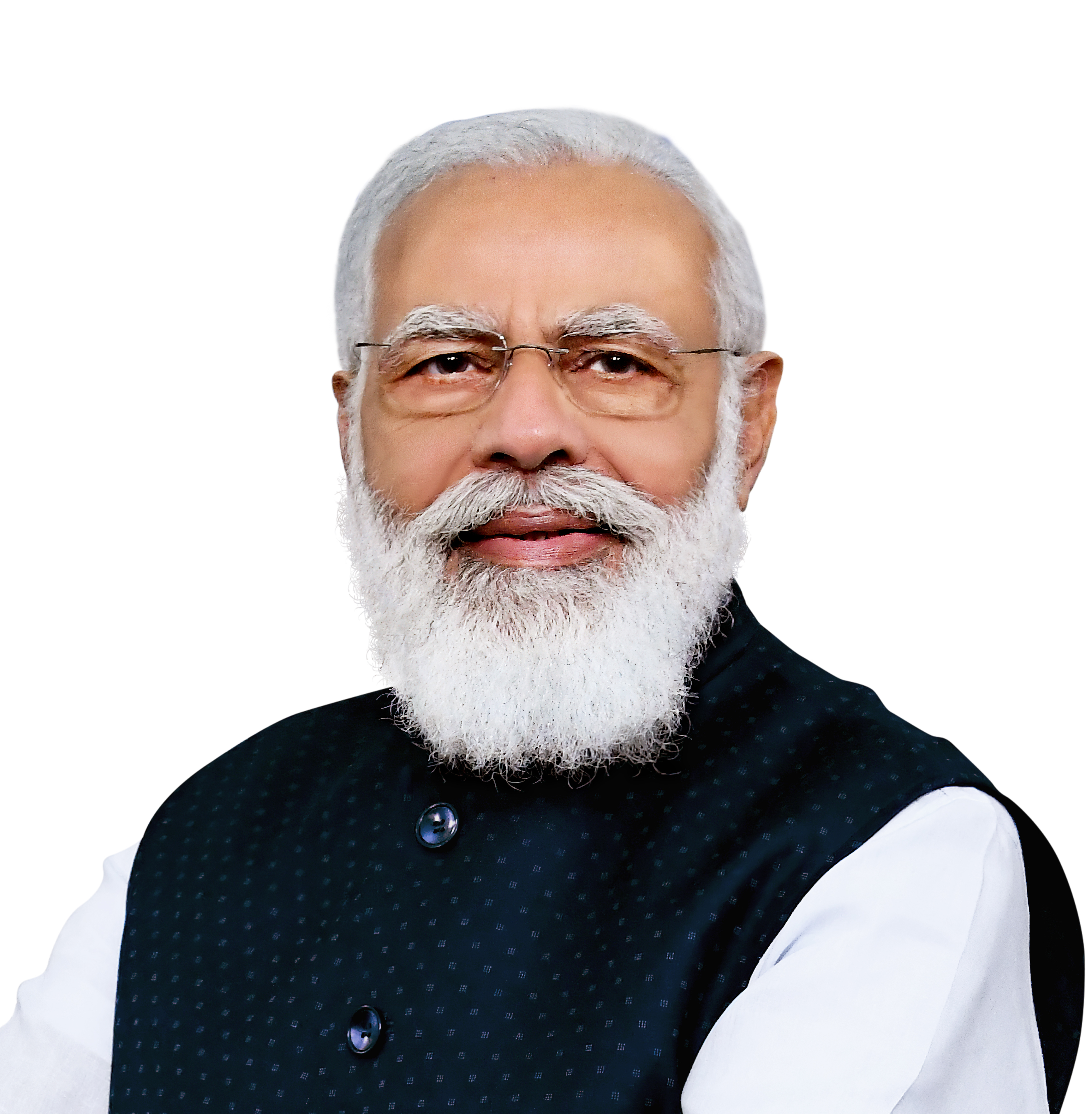
인도 나렌드라 모디, 총리
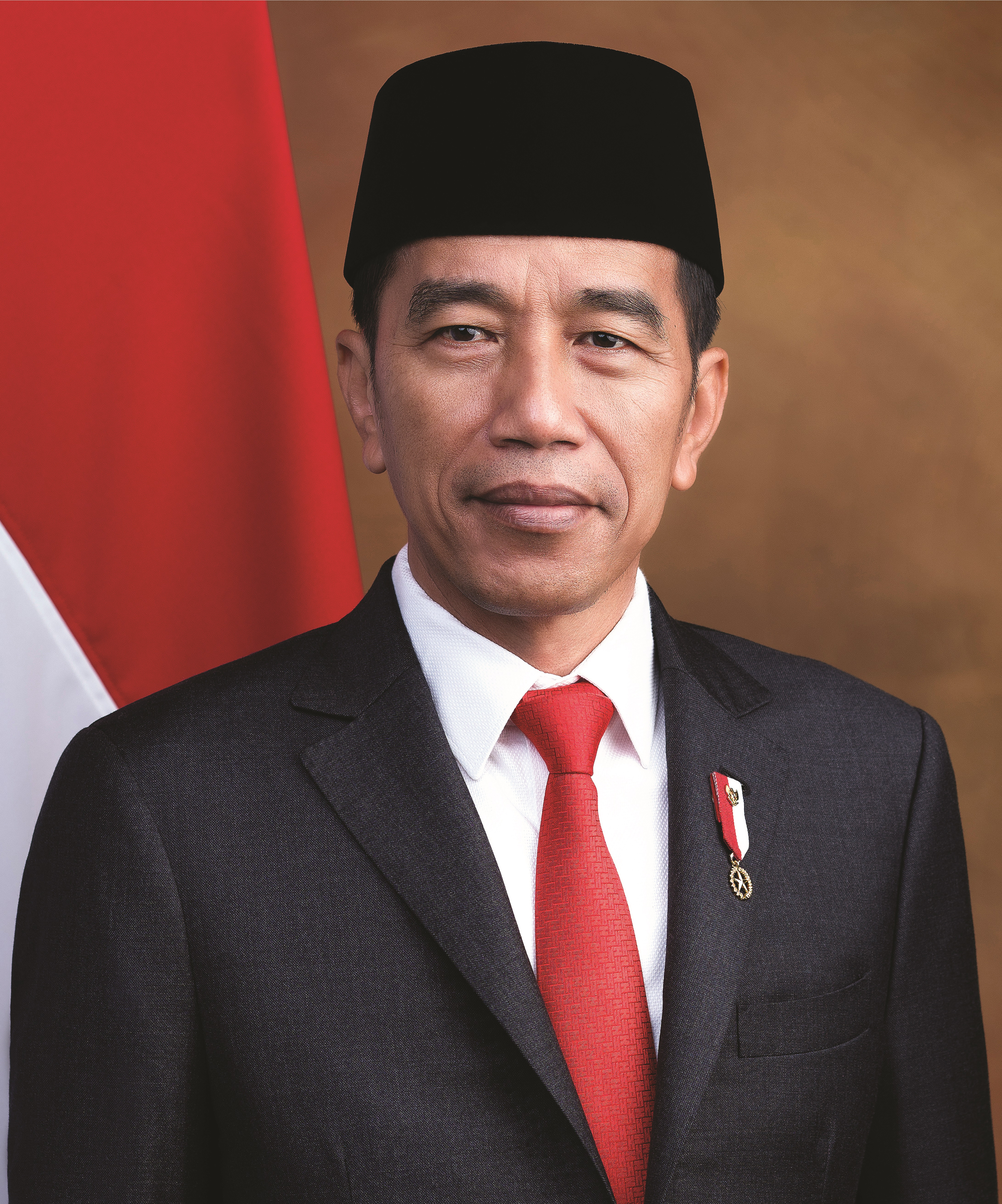
인도네시아 조코 위도도, 대통령
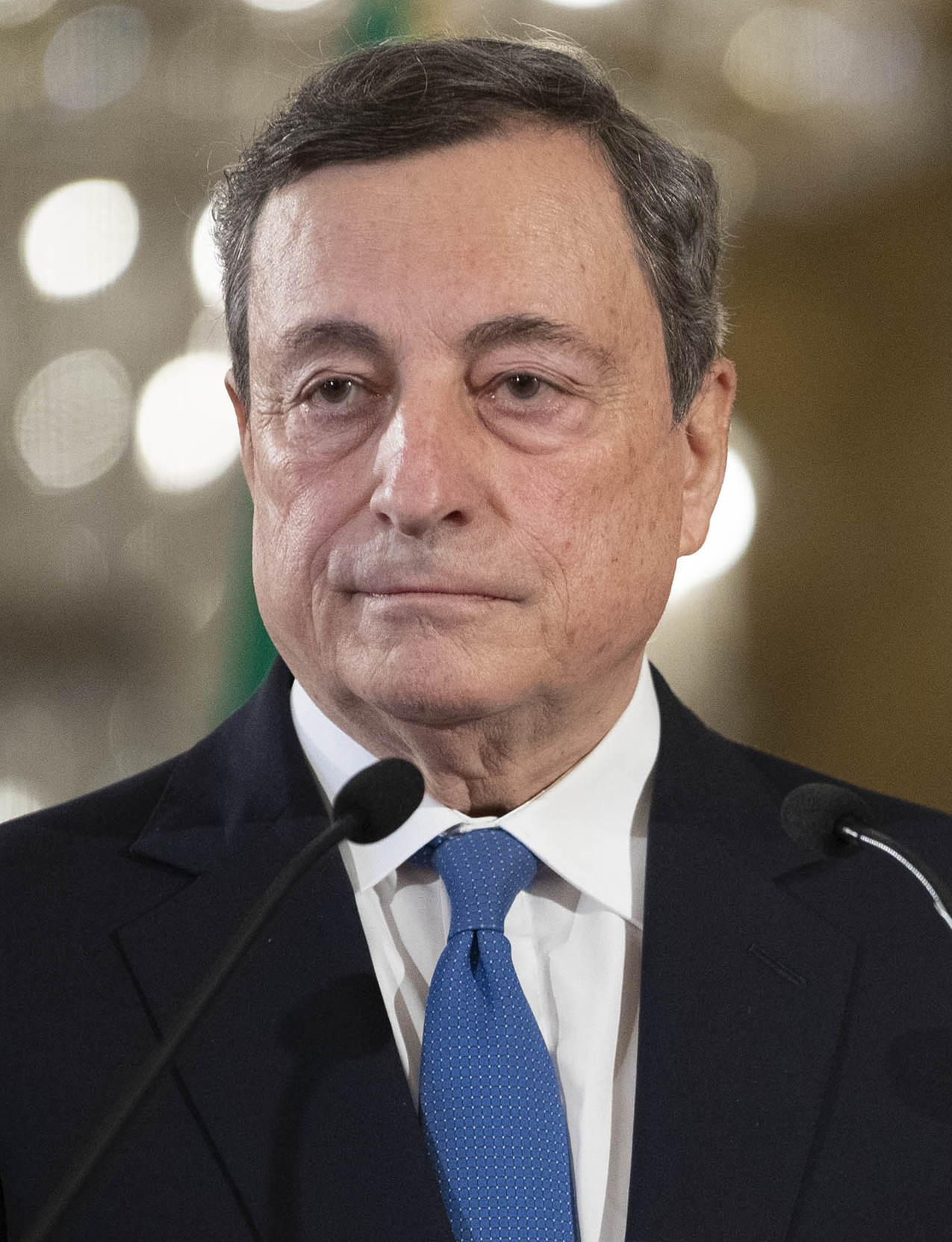
이탈리아 마리오 드라기, 총리 (개최국 정상)
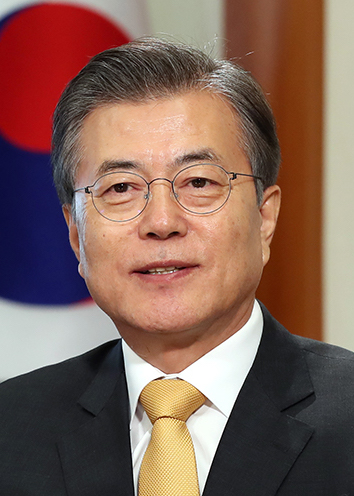
대한민국 문재인, 대통령
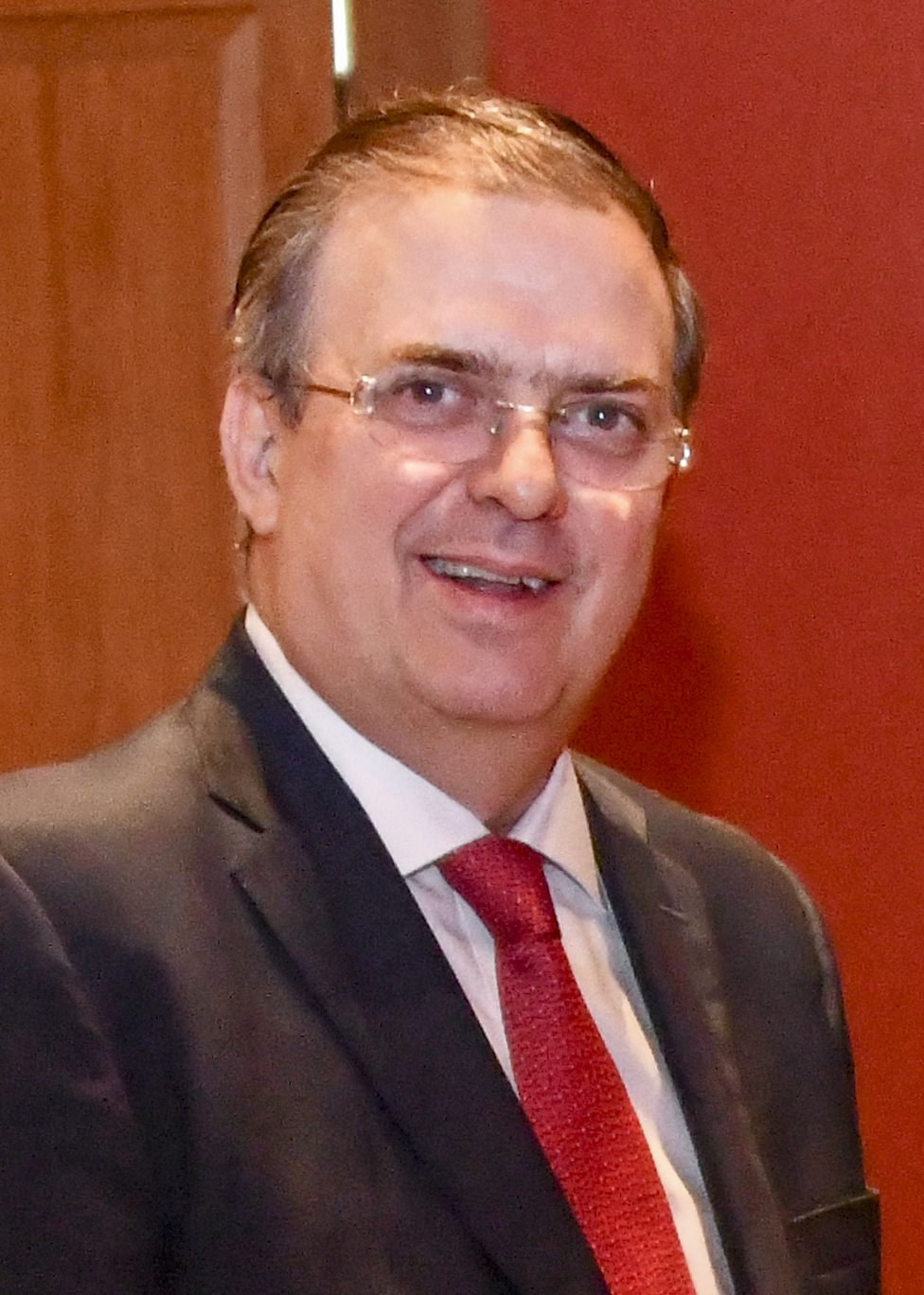
멕시코 마르셀로 에브라르드, 외무장관
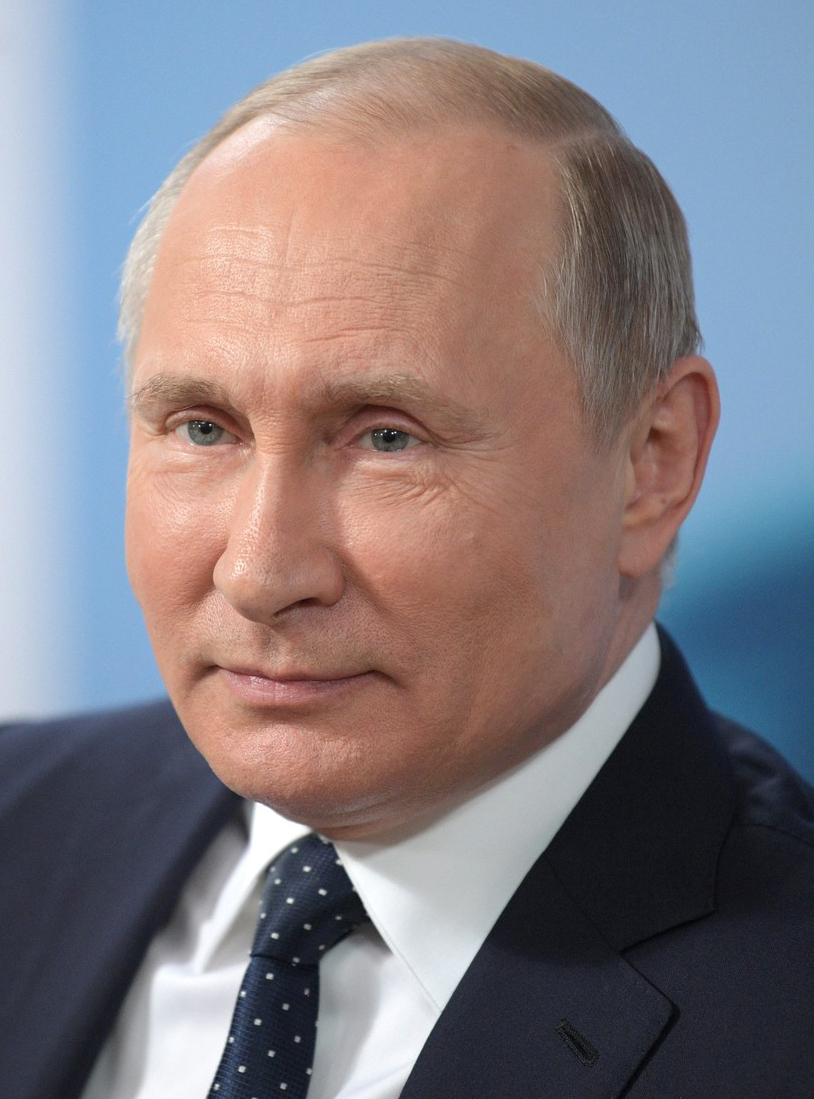
러시아 블라디미르 푸틴, 대통령
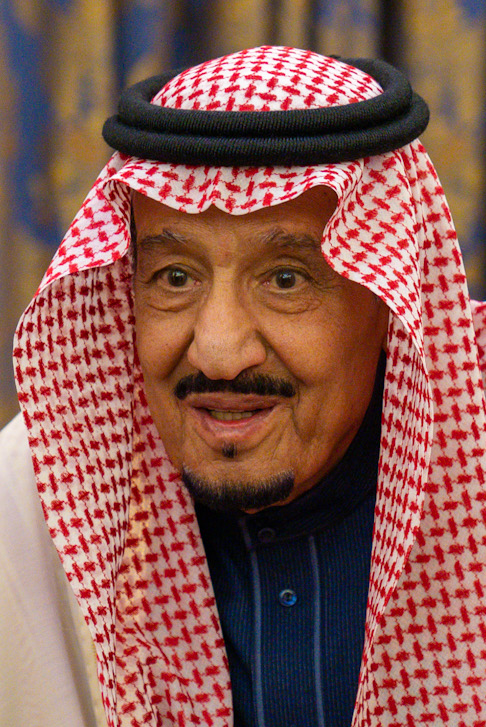
사우디아라비아 살만 빈 압둘아지즈 알사우드, 왕
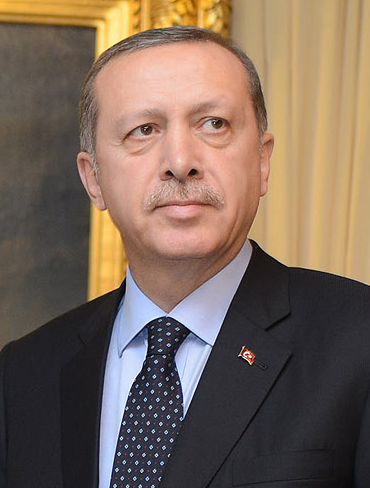
튀르키예 레제프 타이프 에르도안, 대통령
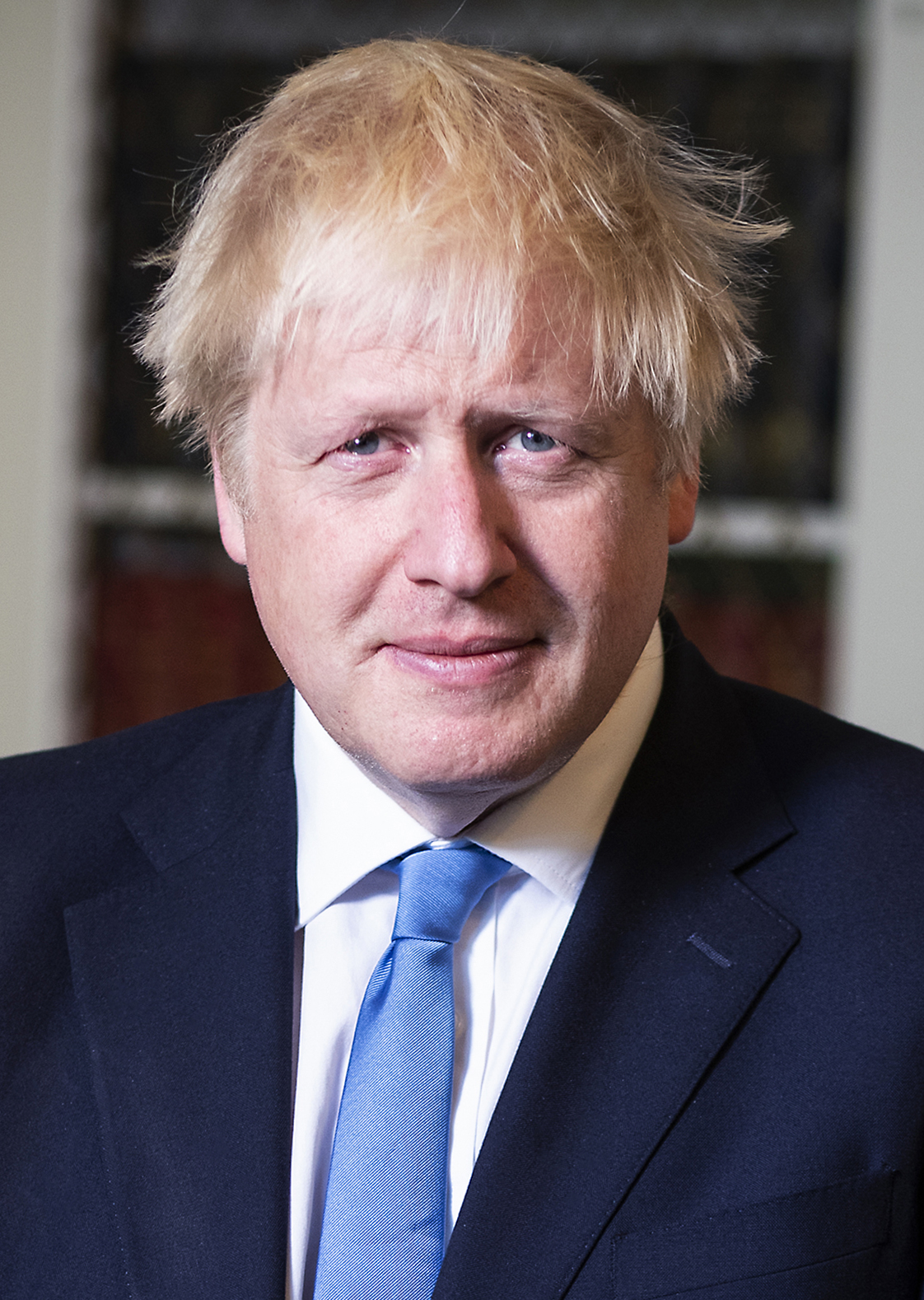
영국 보리스 존슨, 총리
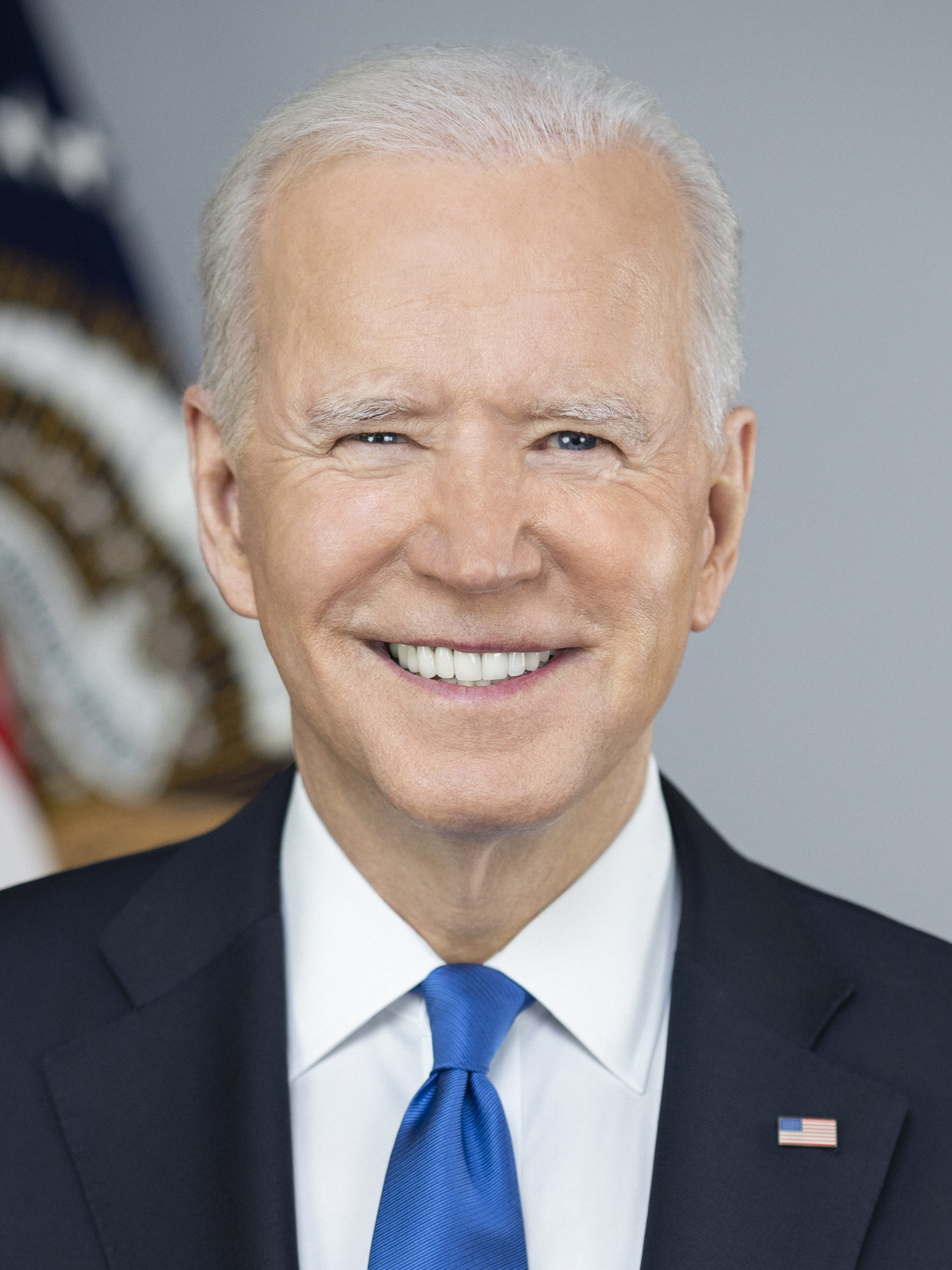
미국 조 바이든, 대통령
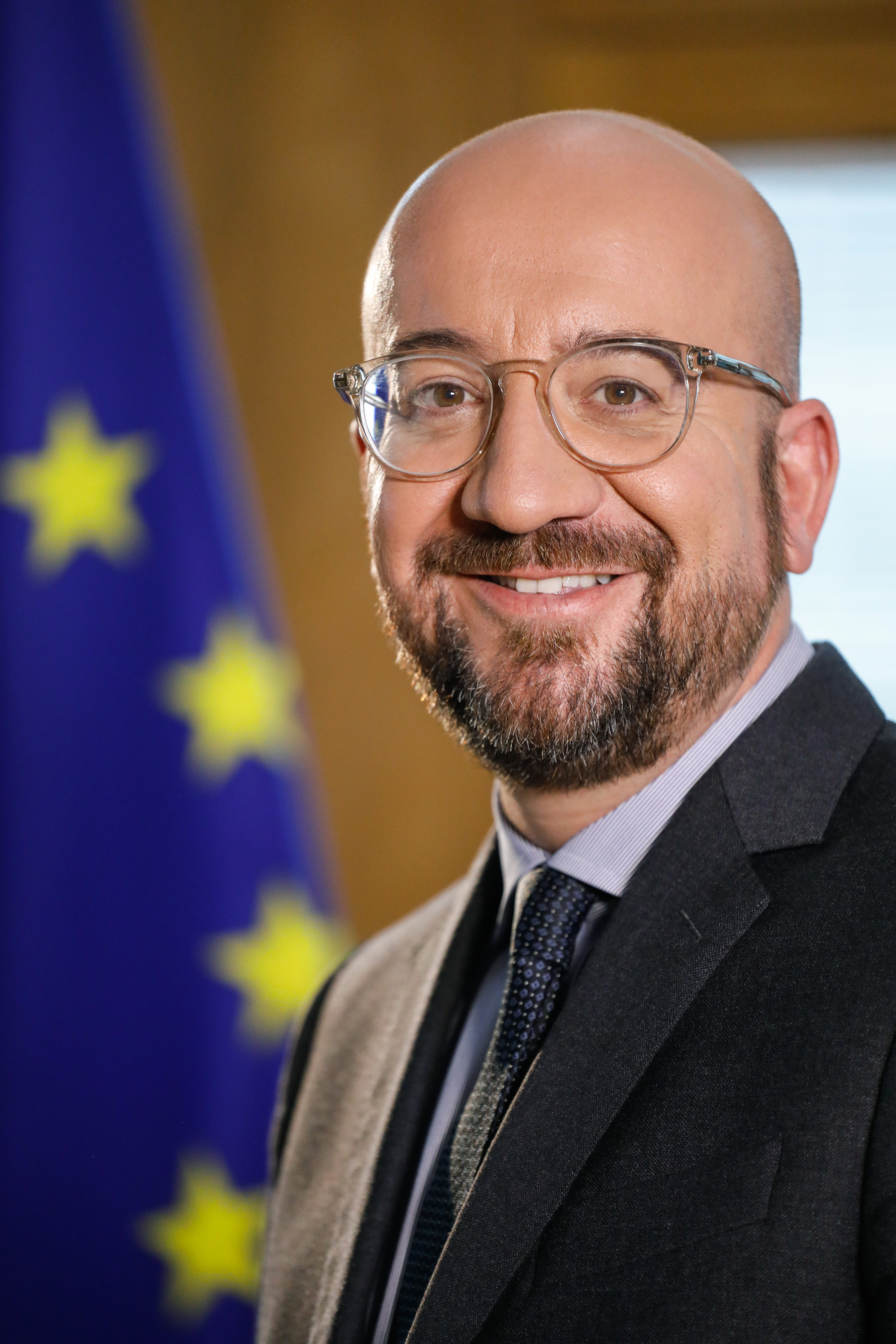
유럽 연합 샤를 미셸, 유럽 이사회 의장
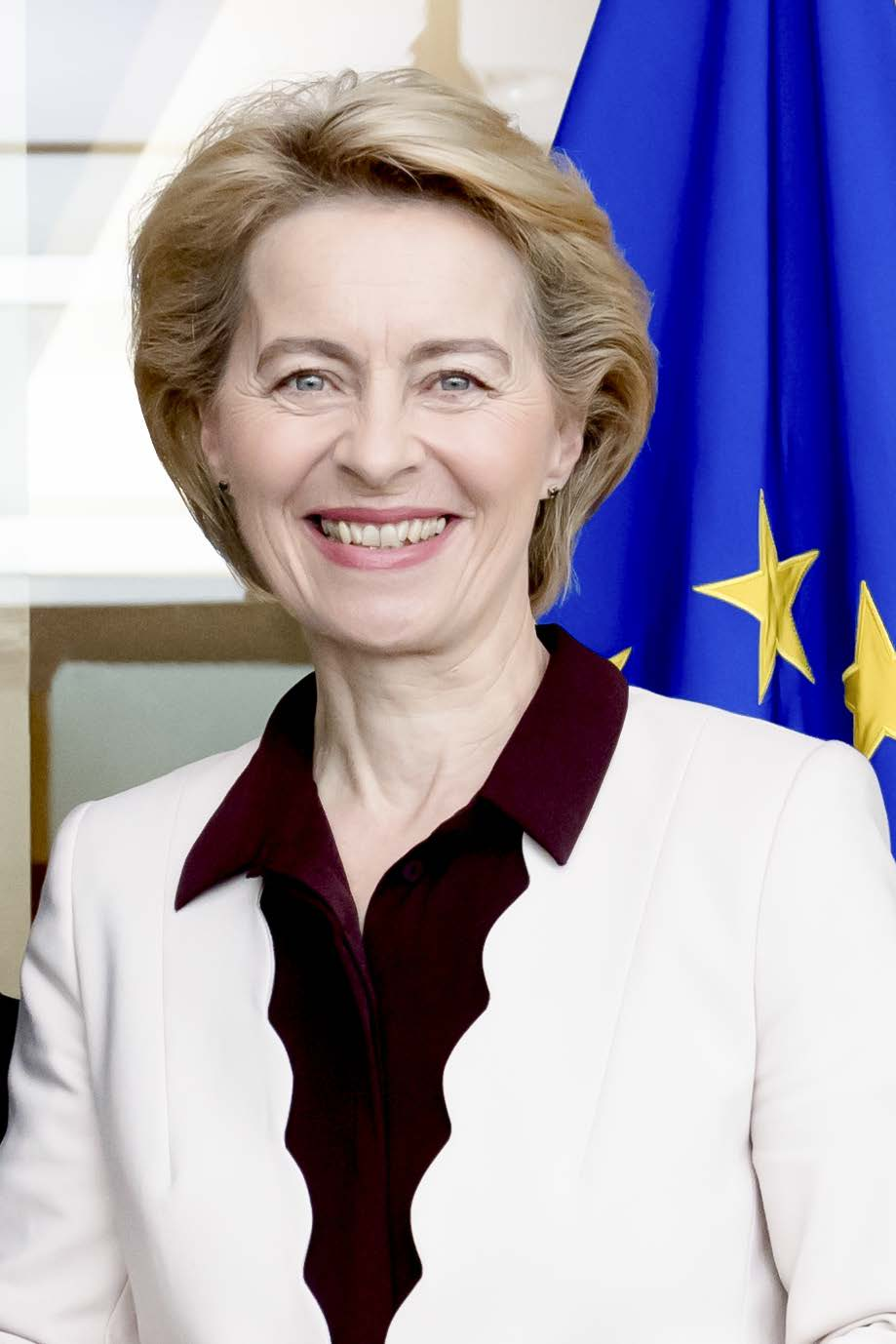
유럽 연합 우르줄라 폰데어라이엔, 유럽 집행위원회 위원장

### 초청 귀빈
- 브루나이
하사날 볼키아, 술탄 
 2021년 동남아시아 국가 연합 의장
- 콩고 민주 공화국
펠릭스 치세케디, 대통령 
 2021년 아프리카 연합 의장
- 네덜란드
마르크 뤼터, 총리
- 르완다
폴 카가메, 대통령, 2021년 NEPAD 의장
- 싱가포르
리셴룽, 총리
- 스페인
페드로 산체스, 총리 
 영구 초청 귀빈

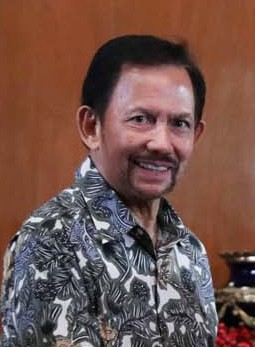
BRN 하사날 볼키아, 술탄 2021년 동남아시아 국가 연합 의장
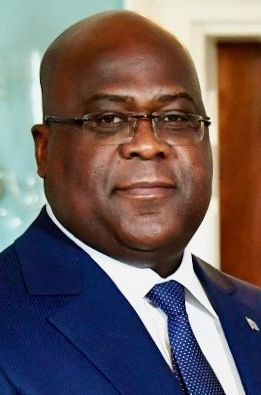
COD 펠릭스 치세케디, 대통령 2021년 아프리카 연합 의장
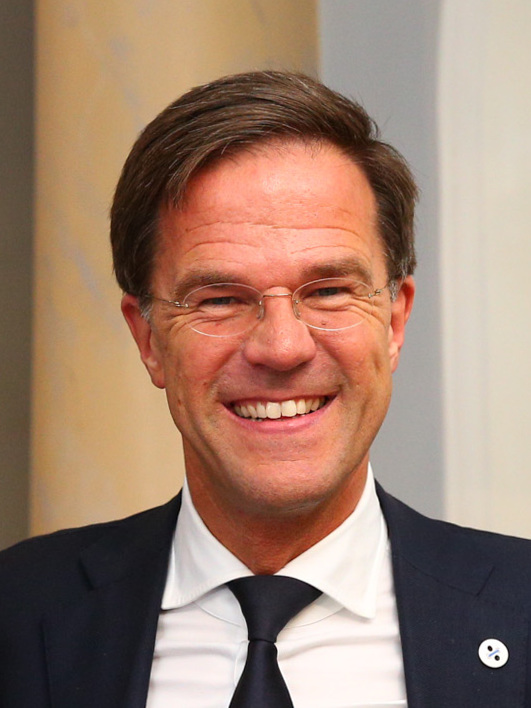
NED 마르크 뤼터, 총리
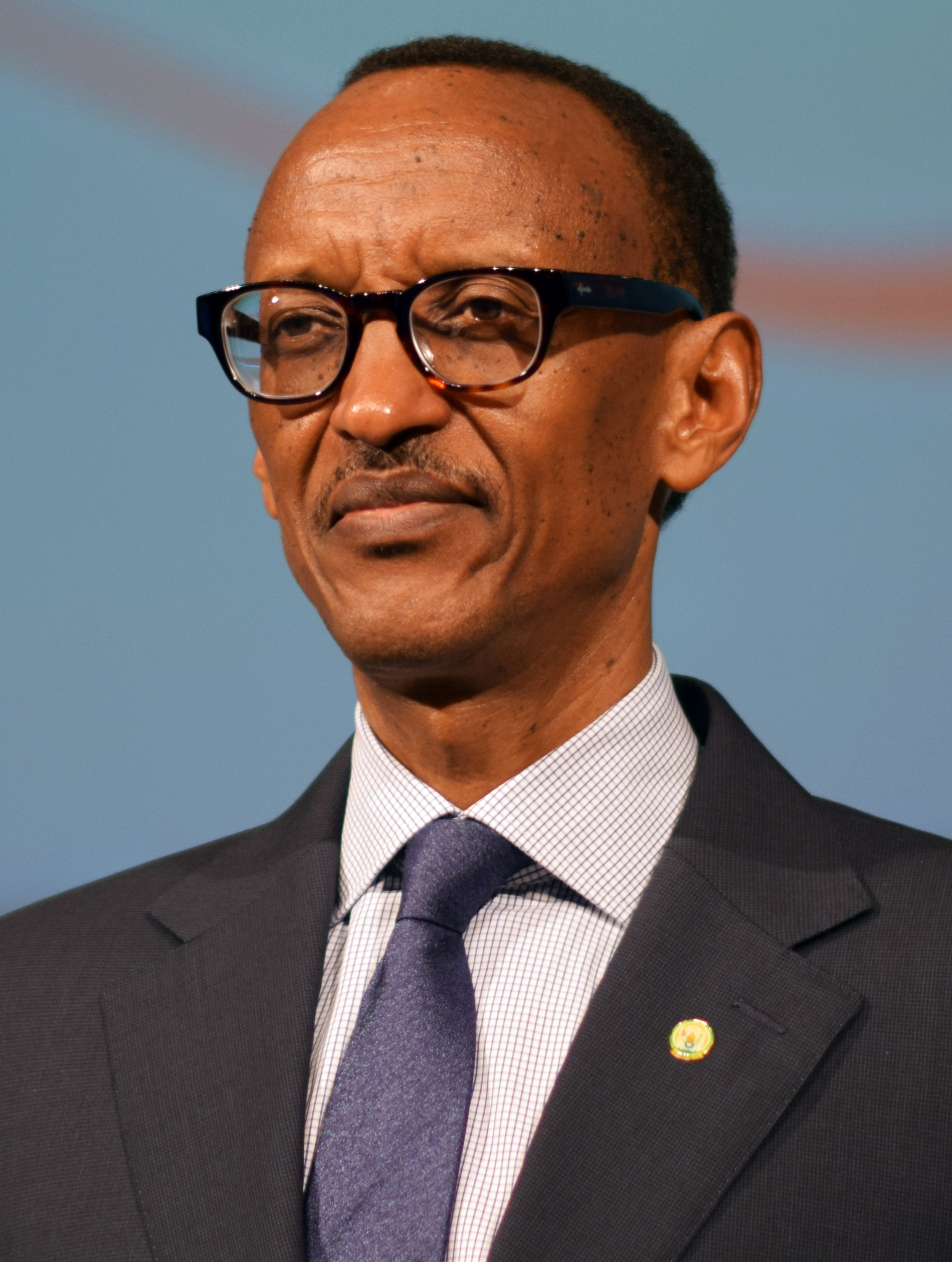
RWA 폴 카가메, 대통령, 2021년 NEPAD 의장
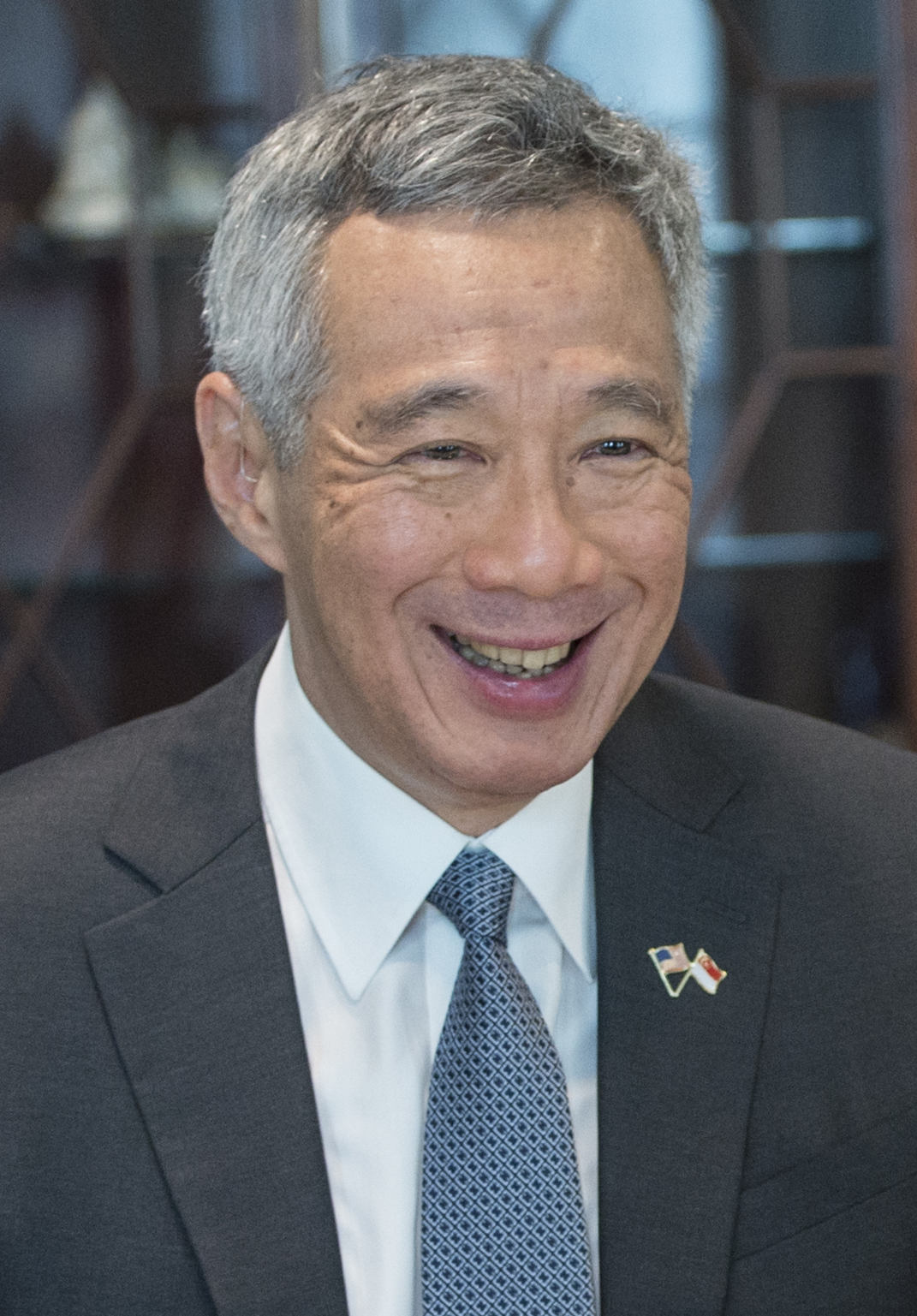
SIN 리셴룽, 총리
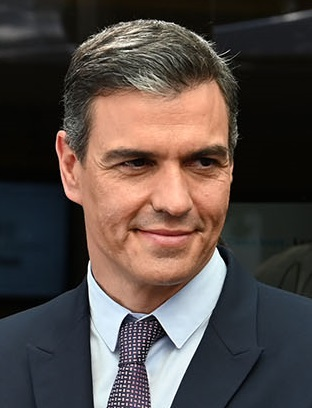
ESP 페드로 산체스, 총리 영구 초청 귀빈

미국 바이든 행정부와 유럽 연합은 10월 30일, 2018년 트럼프 행정부가 부과한 철강 및 알루미늄 관세 제도를 철회하기로 합의했다. 이 협정은 관세 할당 제도를 채택함으로써 미국 철강 및 알루미늄 생산업체에 대한 보호 조치를 일부 유지하였다. 또한 유럽 연합이 미국 상품에 부과한 보복관세와 시행하기로 예정되어 있었던 관세 인상은 미국과 유럽 연합의 합의에 따라 철폐되었다.

## 같이 보기
- 2020년 리야드 G20 정상회의
- G20 정상회의 목록
- G7 정상회의 목록
- 2008년 G20 워싱턴 정상회의